# Мария дель Кармен Клапп
Мария дель Кармен Клапп Хименес — академик и исследовательница Института нейробиологии Национального автономного университета Мексики, участница Национальной системы исследователей уровня III. Её исследования сосредоточены на пролактине и влиянии, которое этот гормон оказывает на уровне кровеносных сосудов в качестве медиатора воспалительной реакции, а также на его влиянии на метаболизм и выживаемость тканей. Среди прочих наград была награждена Национальной университетской премией 2016 года за исследования в области естественных наук, в 2021 году получила Национальную Премию L’Oréal — ЮНЕСКО «Для женщин в науке».
Получила степень бакалавра биологии в Universidad Metropolitana в 1974 году. Позже получила степень магистра и доктора физиологии в Национальном автономном университете Мексики. В 1985 году завершила постдокторантуру в Калифорнийском университете в Беркли.

## Награды
- Премия лучшему студенту Мексики
- Медаль Габино Барреда
- Стипендия Гуггенхайма
- Премия за исследования от Мексиканской академии наук
- Признание выдающихся молодых ученых от Национального университета
- Дважды премия Хосе Сантоса в области офтальмологии.
- Премия доктора Хорхе Розенкранца за медицинские исследования (2006)[7][8]
- Награда Национальной палаты фармацевтической промышленности (2008)[9]
- Премия GEN (2008)[9]
- Национальная университетская премия в области исследований в области естественных наук.
- Премия L’Oréal — ЮНЕСКО «Для женщин в науке» за работу «Анализ терапевтического потенциала аналогов вазоингибина в экспериментальных моделях рака, диабетической ретинопатии и воспалительного артрита»[6].